# The Affairs of Anatol
The Affairs of Anatol is een Amerikaanse stomme film uit 1921 onder regie van Cecil B. DeMille.

## Verhaal
Anatol Spencer is getrouwd met Vivian Spencer. Toch is hij niet tevreden met haar en gaat hij op zoek naar de ware vrouw. In een periode waar alles begint te veranderen, is dat makkelijker gezegd dan gedaan. Ook beseft hij dat Vivian misschien niet zo erg is als dat hij denkt.

## Rolverdeling
| Acteur           | Personage      |
| ---------------- | -------------- |
| Gloria Swanson   | Vivian Spencer |
| Wallace Reid     | Anatol Spencer |
| Bebe Daniels     | Satan Synne    |
| Theodore Roberts | Gordon Bronson |
| Monte Blue       | Abner Elliott  |
| Agnes Ayres      | Annie Elliott  |